# Petriella sordida
Petriella sordida är en svampart som först beskrevs av Zukal, och fick sitt nu gällande namn av G.L. Barron & J.C. Gilman 1961. Petriella sordida ingår i släktet Petriella och familjen Microascaceae.   Inga underarter finns listade i Catalogue of Life.